# Transport kolejowy w Trynidadzie i Tobago
Transport kolejowy w Trynidadzie i Tobago − zlikwidowany system transportu kolejowego w Trynidadzie i Tobago.

## Historia
Pierwszą linię kolejową pomiędzy Port-of-Spain i Arima o długości 25 km i szerokości toru 1435 mm otwarto w 1876. Koleją przewożono głównie trzcinę cukrową. Pod koniec XIX w. na wyspie Trynidad było 240 km linii kolejowych. W XX w. rozpoczęto powolną likwidację sieci kolejowej, która nasiliła się po uzyskaniu niepodległości w 1962. Ostatnie linie kolejowe zlikwidowano w 1968.
W 2008 francuskie konsorcjum Trinitrain złożonym z Bouygues Construction, Alstom oraz RATP Développement zostało wybrane do budowy sieci szybkiej kolei miejskiej składającej się z dwóch linii, które miały zaczynać się w Port-of-Spain:
- do San Fernando o długości 50 km
- do Sangre Grande o długości 54 km

Projekt ten zarzucono we wrześniu 2010.
Do dzisiaj zachowało się kilka parowozów, które są zachowane jako pomniki m.in. w Port-of-Spain czy w San Fernando. Były dworzec kolejowy w Port-of-Spain pełni obecnie rolę siedziby państwowego przewoźnika autobusowego.